# Huntington Park (Californie)
Pour les articles homonymes, voir Huntington Park.
Huntington Park est une municipalité située dans le comté de Los Angeles, dans l'État de Californie, aux États-Unis. Au recensement de 2000 sa population était de 61 348 habitants.
Le groupe de thrash metal Slayer fut fondé à Huntington Park en 1981.

## Géographie
Huntington Park, selon le Bureau de Recensement, a une superficie de 7,8 km2.

## Démographie
| 1910  | 1920  | 1930   | 1940   | 1950   | 1960   |
| ----- | ----- | ------ | ------ | ------ | ------ |
| 1 299 | 4 513 | 24 591 | 28 648 | 29 450 | 29 920 |

| 1970   | 1980   | 1990   | 2000   | 2010   | - |
| ------ | ------ | ------ | ------ | ------ | - |
| 33 744 | 45 932 | 56 065 | 61 348 | 58 114 | - |

## Jumelages
Puebla (Mexique)
 Playas de Rosarito (Mexique)
 San Julián (Jalisco) (Mexique)
 Tecolotlán (Mexique)
 Yahualica (Mexique)